# Leptogaster salvia
Leptogaster salvia är en tvåvingeart som beskrevs av Martin 1957. Leptogaster salvia ingår i släktet Leptogaster och familjen rovflugor. Inga underarter finns listade i Catalogue of Life.